# Riacho dos Machados
Riacho dos Machados är en kommun i Brasilien.   Den ligger i delstaten Minas Gerais, i den sydöstra delen av landet, 500 km öster om huvudstaden Brasília. Antalet invånare är 9 360.
I omgivningarna runt Riacho dos Machados växer huvudsakligen savannskog. Runt Riacho dos Machados är det mycket glesbefolkat, med 6 invånare per kvadratkilometer.